# Британник (фильм, 2000)
«Британник» (англ. Britannic) — телевизионный фильм режиссёра Брайан Тренчард-Смита, повествующий о крушении лайнера «Британник».

## Сюжет
«Британник» — систершип знаменитого лайнера «Титаник». Во время Первой мировой войны перепрофилирован в госпитальное судно. Одной из пассажирок является Вера Кемпбелл (прототип Вайолет Джессоп), которая пережила Крушение «Титаника». Официально она гувернантка одной из знатных особ, но на самом деле она агент под прикрытием. Её задача — найти и устранить немецкого шпиона, который проник на борт, но задание становится щекотливым.

## В ролях
| Актёр           | Роль                            |
| --------------- | ------------------------------- |
| Эдвард Аттертон | шпион Рейнолдс                  |
| Аманда Райан    | Вера Кемпбелл                   |
| Джон Рис-Дэвис  | капитан Чарльз Альфред Бартлетт |
| Жаклин Биссет   | Леди Льюис                      |
| Бен Дэниелс     | старпом Таунсенд                |
| Брюс Пэйн       | Доктор Бейкер                   |

## Возрастные ограничения
- Возраст 15+